# Musique liturgique russe
L'expression musique liturgique russe correspond à la tradition musicale de l'Église orthodoxe russe. Cette tradition commence avec l'importation de la musique religieuse de l'Empire byzantin lors de la conversion de Rus' de Kiev à l'orthodoxie en 988.

## Origines
Quand le Prince Vladimir de Kiev se convertit au christianisme orthodoxe, le centre musical du monde orthodoxe est le Mont Athos[réf. nécessaire]. Des moines venus de toute l'Europe de l'Est et de Byzance se rendaient au Mont Athos pour se former musicalement et apprendre le chant orthodoxe.  Au mont Athos, les moines russes apprenaient la notation neumatique byzantine pour le chant, qu'ils ont rapidement adoptée et ramenée avec eux en Russie[réf. nécessaire]. Ce chant byzantin évolue rapidement en un style russe autonome, le chant Znamenny. Cette nouvelle façon de chanter s'épanouit et se propage vers le nord (Novgorod principalement) et le sud-ouest[réf. nécessaire].
Du sac de Kiev en 1240 et à l'occupation subséquente de la Rus' par les Mongols jusqu'à leur expulsion en 1480, on a peu de sources concernant la musique russe, mais des documents existent et montrent peu de changement dans le chant Znamenny, excepté de petits changements de notation[réf. nécessaire].